# Excedente cooperativo
El excedente cooperativo es en la terminología del movimiento cooperativo el mayor valor obtenido por una cooperativa como fruto de su actividad. Se obtiene de hallar la diferencia de los ingresos y los costes de la actividad cooperativizada. Si la diferencia es positiva existe excedente cooperativo y los socios de la cooperativa tienen derecho a percibir retornos cooperativos, una vez se han dotado los fondos de reserva legales y/o estatutarios. Si la diferencia es negativa la cooperativa tiene pérdidas.
Es la versión cooperativista del concepto de beneficio de las empresas capitalistas.
- Datos: Q5853025